# Milijewe
Milijewe (ukr. Мілієве, hist. Miliów, Millie) – wieś na Ukrainie, w obwodzie czerniowieckim, w rejonie wyżnickim. W 2001 roku liczyła 2071 mieszkańców.
Znajduje się tu przystanek kolejowy Milijewe, położony na linii Zawale – Wyżnica.

## Położenie, historia
Wieś na lewym  brzegu Czeremoszu, w powiecie wyżnickim na Bukowinie. Pod koniec XIX w. we wsi z trzema dworami żyło 183 mieszkańców a w gminie  1741 osób.
Urodził się tu Leopold Krizar – podpułkownik piechoty Wojska Polskiego, cichociemny.